# Lambeck (Radevormwald)
Lambeck ist eine Ortschaft in Radevormwald im Oberbergischen Kreis im nordrhein-westfälischen Regierungsbezirk Köln in Deutschland.

## Lage und Beschreibung

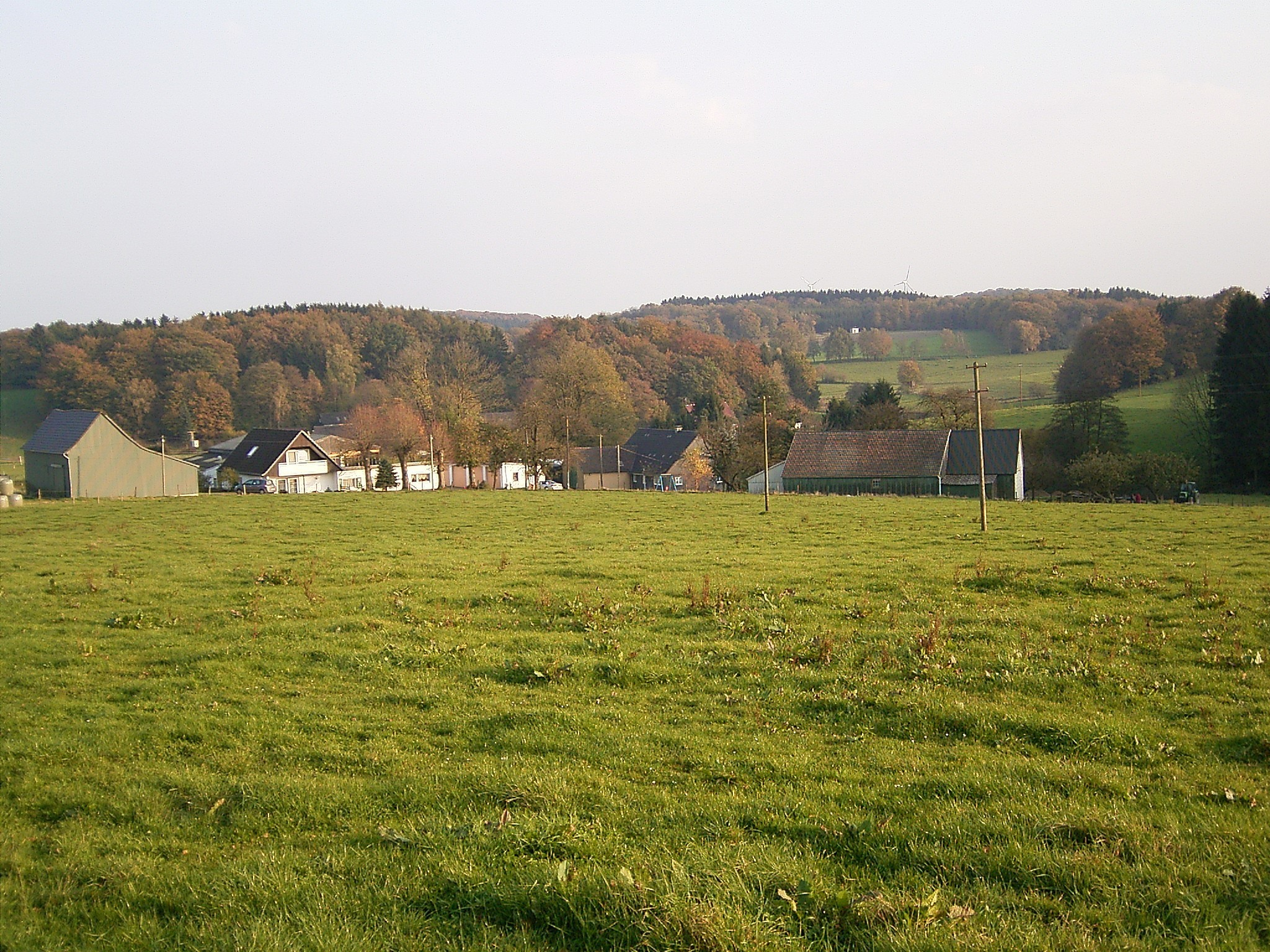
Teilansicht von Lambeck

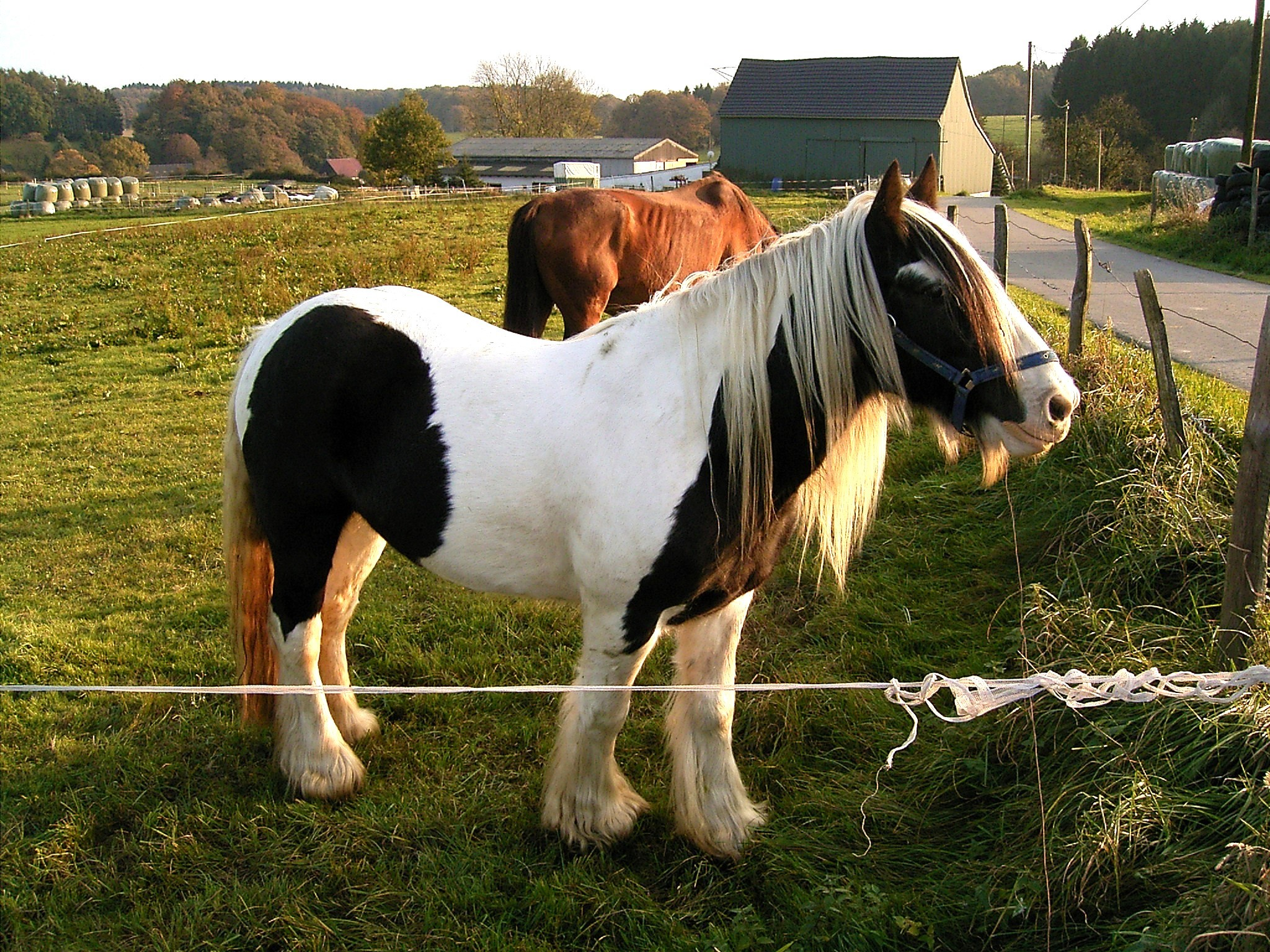
Pferde in Lambeck

Der Ort liegt im Norden des Stadtgebiets. Die Nachbarorte heißen Milspe, Kronenberg, Freudenberg und Lambecker Mühle.
Südlich von Lambeck entspringt ein Nebengewässer des in die Heilenbecketalsperre mündenden Bachs Heilenbecke, der im Oberlauf auch Lambecke genannt wird.
Politisch wird der Ort durch den Direktkandidaten des Wahlbezirks 170 im Rat der Stadt Radevormwald vertreten.

## Geschichte
1514 nennen Kirchenrechnungen der reformierten Kirchengemeinde Radevormwald erstmals den Ort unter der Bezeichnung „Langenbecke“. In einem Schriftstück des Herzogs Wilhelm von Jülich aus dem Jahre 1383 wird ein „Untersasse Hillebrant Langenbeke“ genannt. Die eindeutige Feststellung des Ortes ist hier aber unsicher.
Die Ortsbezeichnungen variieren im Verlauf der Zeit. In der Topographia Ducatus Montani aus dem Jahre 1715 wird der Ortsname mit „Langenbec“ angegeben. Im Heiratsregister des Pfarramtes Hückeswagen wird 1774 die Ortschaft als "auf der Lambeck" bezeichnet. Die Topographische Aufnahme der Rheinlande von 1825 benennt „Lambeck“, während in der Preußischen Uraufnahme von 1840 bis 1843 „auf der Lambeck“ geschrieben steht.